# Князь: Легенды Лесной страны
Князь: Легенды Лесной страны (англ. Konung: Legends of the North, изначально известный как Князь: Амулет Дракона) — российская компьютерная ролевая игра, разработанная фирмой 1С и вышедшая на постсоветском пространстве в начале сентября 1999 года. В январе 2000 года была издана и за рубежом, там обязанности по её распространению взяла на себя компания Strategy First. В отличие от классического фэнтези, данная игра выполнена в славянском сеттинге.
Из-за особенностей маркетинговой политики в тех странах, где игра была издана, она получила и разное название. Так в Европе, она известна, как Konung: Legends of the North. В США же, напротив, подзаголовок стал основным названием и читается в единственном числе — Legend of the North: Konung. А на территории СНГ и стран Балтии она именуется Князь: Легенды Лесной страны.

## Игровой процесс
«Князь: Легенды лесной страны» — ролевая игра с элементами стратегии, действие которой происходит в фэнтезийном мире Древней Руси VII века. Игрок может выбрать одного из трёх героев: византийца Михаила, викинга Драгомира или славянина-охотника Волка, каждый из которых имеет собственную сюжетную линию с уникальными квестами. В начале игры выбирается класс персонажа (воин, вождь, охотник или купец), определяющий развитие одной из четырёх основных характеристик: силы, харизмы, ловкости или выносливости. Также доступны вторичные навыки: фехтование, меткость, знахарство, торговля и идентификация предметов. Развитие персонажа происходит через распределение очков опыта, получаемых за победы в боях и выполнение заданий.
Игровой процесс сочетает исследование Лесной страны, разделённой на три зоны влияния, с боями в реальном времени против мифологических существ славянского фольклора: леших, моровиков, болотников, аспидов и других монстров. Главный герой может собрать дружину до 10 человек (в зависимости от харизмы), управляя каждым бойцом индивидуально или группой. Стратегическая составляющая позволяет захватывать поселения, управлять ими, строить здания, назначать специалистов (кузнецов, лекарей, купцов), собирать дань и тренировать воинов. Дружественные деревни предоставляют бесплатное лечение и снижают цены на товары. Конечная цель — собрать все три части Амулета Дракона, победив двух других героев, и получить браслет «Владыка».

## Предыстория
Тысячи лет назад, во времена господства Титанов, Северный клан обладал множеством магических предметов, известных как Поющие Вещи. Самой грозной из них считался браслет «Владыка», способный даровать власть над миром. Для защиты артефактов демиурги создали особую расу преданных воинов, наделенных бессмертием.
На закате своей эпохи Титаны надежно спрятали браслет «Владыка», надеясь, что в будущем он поможет возродить Северный клан. Охрану опасного артефакта они поручили одному из своих драконов, которого мог контролировать лишь специальный амулет.
Хранителем Амулета Дракона, в свою очередь, был назначен Ар. Тысячи лет он исполнял свою миссию, пока извечные враги Северного клана, Желтые Собаки, не обнаружили его отряд в небольшой лесной крепости. Захватчики атаковали крепость и уничтожили весь её гарнизон. Незадолго до гибели Ар успел разделить Амулет Дракона на три части и отправить с ястребами старым соратникам — славянину Всеславу, викингу Сигурду и византийцу Михаилу.
Последняя воля хранителя сбылась лишь частично. В Скандинавии Сигурда зарубил Драгомир из Северного клана, а в землях славян ястреба с драгоценной ношей подстрелил Волк из клана Охотников. Лишь Михаил законно получил часть амулета и узнал таким образом о смерти Ара.
Хорошо понимая, какой силой обладает собранный Амулет Дракона, трое героев, каждый со своей частью, выступили в поход. Их пути пересекутся в Лесной стране и лишь один должен выйти победителем.

## Продолжения
В феврале 2003 года вышло продолжение игры — Князь 2: Кровь Титанов. Во второй части были заменены модели игровых персонажей, появилась новая карта и способы перемещения по ней, количество героев увеличилось до шести, добавились новые характеристики и навыки, появилась возможность играть за женских персонажей, персонажи научились бегать, а перемещаться по глобальной карте стало возможно не только пешком, но и на корабле. Однако графическая часть так и осталась на уровне первого «Князя»: старые графические элементы (здания, монстры, пиктограммы снаряжения и др.) остались прежними, они лишь визуально уменьшились за счет изменения разрешения экрана с 800х600 на 1024х768.
Через год (23 января 2004 года) на движке второго «Князя» фирмой 1С был выпущен Князь 2: Продолжение легенды. Игра представляла собой приквел, сюжет которого предшествовал событиям игры «Князь 2: Кровь Титанов». На движке «Князя 2» были созданы новая карта, герои, сюжет и квесты.
6 ноября 2009 года вышла третья часть игры — Князь 3: Новая династия. Игра была создана на известном российском движке игры Магия Крови с элементами интерфейса из Санитаров подземелий, по сути являясь переработкой старого контента в 3D. На выбор предлагалось 6 героев, новые характеристики и навыки, новая карта, квесты, сюжет.